# Мила (город)
Мила (араб. ميلة‎) — город на северо-востоке Алжира, административный центр одноимённого вилайета.

## Географическое положение
Город находится в северной части вилайи, в гористой местности Атласа, к югу от реки Уэд-Гумель. Абсолютная высота — 486 метров над уровнем моря.

Мила расположена на расстоянии приблизительно 285 километров к востоку от столицы страны Алжира.

## Демография
По данным переписи, на 2008 год население составляло 69 052 человек.
Динамика численности населения города по годам:
| 1977   | 1987   | 1998   | 2008   | 2012   |
| ------ | ------ | ------ | ------ | ------ |
| 17 267 | 35 942 | 60 089 | 69 052 | 77 357 |

## Транспорт
Ближайший аэропорт расположен в городе Телергма.

## История
Город упоминается у древнегреческого географа Птолемея в его труде «География» под именем "Миреон" (Μίρεον ἤ Μύραιον); в латинских текстах обозначается как Милевум (Milevum). В более позднее время Мила именовалась как Colonia Sarnensis Milevitana. Это название произошло от гидронима Sarnus, реки в итальянской области Кампания, откуда были родом колонисты, заселившие эти места.